# Goera foliacea
Goera foliacea là một loài trong họ Goeridae. Chúng phân bố ở miền Cổ bắc.